# 陶金 (足球运动员)
陶金（1985年6月2日—），上海人，籍贯浙江绍兴，已退役中国职业足球运动员，司职后卫。
陶金出生于上海，初中毕业后被选入了上海有线02二线队，次年由于俱乐部被合并而进入上海申花青年队。他曾经入选上海十运会代表队，以及国家青年队集训名单，2006年第一次被列入申花一线队阵容。2007年由于俱乐部与上海联城合并人员过剩，又被放回预备队。2008年8月30日，陶金在对浙江绿城的联赛中首发出场，完成职业生涯第一次正式比赛。
2009年6月，陶金修满了四年的学分，在东华大学获得市场营销专业本科学位，成为中国足球运动员中极少数在职业生涯期间获得大学学位的球员。
2010年联赛最后一轮，全年从未上场比赛的陶金被主帅布拉泽维奇安排为替补，不过在被指名替换出场时却拒绝，引发很大争议。陶金也由此经常成为上海申花球迷调侃的对象。
2013年7月，陶金在二次转会中加盟中甲湖南湘涛。他在申花一线队名单共计七年，出场16次（其中联赛15次）。
截止2022年10月，陶金為上海申花U15教練。